# 少年漫画
少年漫画（しょうねんまんが）は、日本における少年（小学校高学年から高校生まで）を対象読者と想定した漫画。

## 概要
具体的には少年漫画雑誌（少年雑誌）に掲載されていることで分類される。1960年代中頃までは男子小中学生向けの漫画であったが、1960年代末からは読者層を大きく広げ、高校生以上の高い年齢層向けの作品や女性を視野に入れた作品も多くなった。
ストーリーは基本的に戦いやパワーゲームが好まれ、冒険やアクションなど、主人公の戦いと成長をテーマにしたものが多い。よく知られた少年漫画誌の人気テーマには「友情・努力・勝利」がある。他にスポーツを題材にしたもの、ホビーを題材にしたもの（メディアミックス化した商業戦略的な作品も多い）、乗り物やロボット、未来的な発明道具などメカが多数登場するSF作品も少年漫画に好まれる題材である。他にも愉快なキャラクターが滑稽な笑いを繰り広げるギャグ漫画も定番となっている。一方、少女漫画では屋台骨といってもいい恋愛要素は、メインストーリーに付随されるおまけとしての見方が強かったが、1980年代以降、少年漫画においてもラブコメディが定番化するようになった。
絵柄は、白と黒のコントラストが強く、描線の力強さ、物の重圧感や立体感、人物の俊敏な動き、背景の奥行きを強調した、少年の理想を追求したものが多い。激しいアクションのシーンではコマを斜めに割り、効果線やオノマトペを多様し、インパクトのために見開きや1ページ1コマの表現を使ったりもする。心理描写などの少女漫画と同様の技法も使うが、少女漫画と比較すると、柄トーンや点描の使用頻度が少なく、会話や共感や心理描写はおまけにとどめ、人物の動き、戦いの臨場感、お色気シーン、社会問題の解決に重点を置いている。女性キャラクターは、お色気要員、応援役、準主人公に徹させるなど、少女漫画との住み分けが見られる。2000年代以降は、女性向けの少年漫画、萌え絵を取り入れた少年漫画、日常のみを題材にした少年漫画も増えた。少女漫画、青年漫画（特に青年漫画）との境界線は曖昧になってきている。
『ONE PIECE』が歴代漫画売上日本一を記録するなど、少年漫画は漫画界において最も発行部数が大きい分野であるが故に批判対象になることも多い。1968年、永井豪の『ハレンチ学園』がヒットしてから少年漫画でも性描写が増加し、過激化した暴力表現とともに社会問題になった。また1980年代には、『北斗の拳』に代表される格闘漫画の流行で暴力表現が増加し、これも社会問題となった。

雑誌によっては作家をデビューさせる漫画賞をストーリー部門とギャグ部門に分けているが、デビュー後はどちら出身でもアクション、ラブコメディを描くことがある。
商業漫画はアンケート葉書の結果を意識した展開が重視される。

## 主な少年漫画雑誌
- 集英社発行
  - 週刊少年ジャンプ
    - （終了）月刊少年ジャンプ

  - ジャンプスクエア
    - （終了）ジャンプSQ.19
    - （終了）ジャンプスクエアセカンド

  - （終了）少年ブック
  - （終了）日の丸
  - （終了）フレッシュジャンプ
- 講談社発行
  - 週刊少年マガジン
    - マガジンSPECIAL
    - 別冊少年マガジン
    - （終了）マガジンドラゴン

  - 月刊少年マガジン
    - 月刊少年マガジン+
    - （終了）マガジンイーノ

  - 月刊少年シリウス
  - 月刊少年ライバル
  - （終了）少年倶楽部
  - （終了）ぼくら
  - （終了）週刊ぼくらマガジン
  - （終了）アブラカダブラ
- 小学館発行
  - 週刊少年サンデー
    - 週刊少年サンデーS
    - 少年サンデー特別増刊R

  - ゲッサン
  - （終了）別冊少年サンデー
  - （終了）ボーイズライフ
  - （終了）少年ビッグコミック
  - （終了）ハイパーコロコロ
  - （終了）コミックGOTTA
- 秋田書店発行
  - 週刊少年チャンピオン
    - 月刊少年チャンピオン
    - 別冊少年チャンピオン

  - （終了）冒険王
  - チャンピオンRED
- 徳間書店発行
  - わんぱっくコミック
  - 月刊マンガボーイズ
  - 月刊少年キャプテン
- 少年画報社発行
  - 少年キング
  - 月刊少年コミック
- スクウェア・エニックス発行
  - 月刊少年ガンガン
    - フレッシュガンガン

  - 月刊ガンガンJOKER
  - （終了）月刊少年ギャグ王
  - （終了）ガンガンパワード
  - （終了）ガンガンWING
- KADOKAWA発行
角川書店BC編集
  - 月刊少年エース
    - 月刊エースネクスト
    - エースアサルト
    - エース桃組
    - 4コマnanoエース
    - ニュータイプエース
    - 月刊コンプエース

  - 月刊コミックコンプ

富士見書房BC編集
  - 月刊ドラゴンエイジ
    - ドラゴンエイジピュア

メディアファクトリーBC編集
  - 月刊コミックアライブ

アスキー・メディアワークスBC編集
  - 月刊コミック電撃大王
  - 月刊電撃コミックガオ!
- マッグガーデン発行
  - 月刊コミックブレイド
  - コミックブレイドMASAMUNE
- 一迅社発行
  - 月刊ComicREX
- アース・スター エンターテイメント発行
  - コミック アース・スター
- 潮出版社発行
  - コミックトム
- 朝日ソノラマ発行
  - マンガ少年
  - DUO
- 白泉社発行
  - 少年ジェッツ
  - 月刊コミコミ
- 宝島社発行
  - 週刊少年宝島
- 光文社発行
  - 少年王
- ソフトバンククリエイティブ発行
  - 月刊少年ブラッド
- リイド社発行
  - 月刊少年ファング
- 竹書房発行
  - コミックガンマ
- 新声社発行
  - コミックゲーメスト
- ホビージャパン発行
  - コミックジャパン
- 双葉社発行
  - スーパーロボットマガジン
  - 週刊少年アクション
- 英知出版発行
  - トラウママンガマガジン
- ジャイブ発行
  - 月刊コミックラッシュ
- 休廃刊漫画雑誌
  - 漫画少年
  - 少年画報
  - 月刊コミックNORA
  - COM